# Szabólcs Detre
Szabólcs Detre (* 7. März 1947 in Budapest) ist ein ehemaliger ungarischer Segler.

## Erfolge
Szabólcs Detre nahm an den Olympischen Spielen 1980 in Moskau in der Bootsklasse Flying Dutchman teil. Gemeinsam mit seinem Zwillingsbruder Zsolt Detre belegte er den dritten Platz hinter Alejandro Abascal und Miguel Noguer sowie David Wilkins und James Wilkinson. Sie gewannen mit einer Gesamtpunktzahl von 45,7 Punkten die Bronzemedaille.
Seine Tochter Diána Detre ist Windsurferin und nahm 2008 und 2012 an den Olympischen Spielen teil. Sein Vater László Detre war Astronom, nach ihm ist der Asteroid (1538) Detre benannt.